# Kristianstads DFF
El Kristianstads DFF es un club de fútbol femenino sueco con sede en Kristianstad. Fue fundado en 1998 y participa en la Damallsvenskan, máxima categoría del fútbol femenino en Suecia. Juega de local en el Kristianstads Arena con una capacidad para 3.080 espectadores.

## Historia
Se fundó originalmente como Wä IF, y bajo ese nombre jugó en Primera División entre 1990 y 1998, año en el que se fusionó con el Kristianstad FF y pasó a llamarse Kristianstad/Wä DFF. Más tarde, en 2006, tomó el nombre de Kristianstads DFF. Descendió en 2001 y regresó a la Damallsvenskan en 2007. 
Tuvo su mejor temporada en el 2020, finalizando 3º en la liga y clasificando a la Liga de Campeones 2021-22.

## Jugadoras

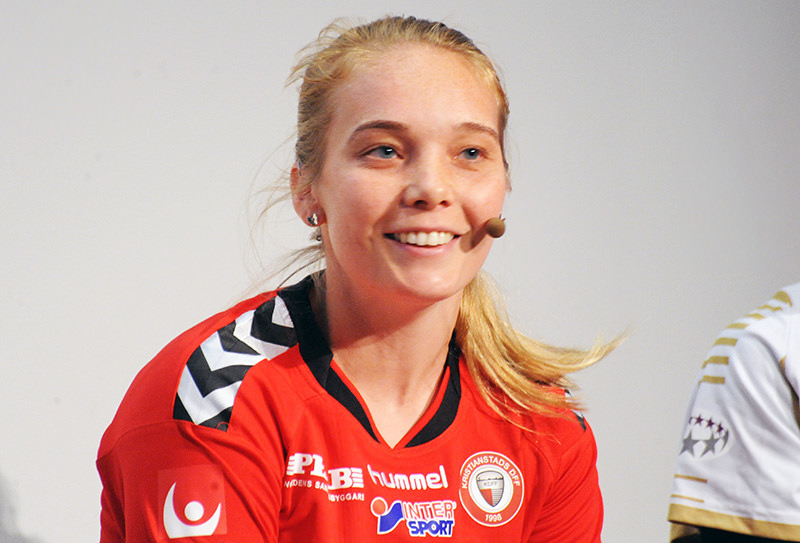
La islandesa Margrét Lára Viðarsdóttir es la goleadora del club, con 48 tantos.

### Jugadoras destacadas
- Margrét Lára Viðarsdóttir
- Mia Carlsson